# 錫爾弗希爾鎮區 (北卡羅萊納州戴維森縣)
錫爾弗希爾鎮區（英語：Silver Hill Township）是位於美國北卡羅萊納州戴維森縣的一個鎮區。

## 地方資料
錫爾弗希爾鎮區的面積為82.10平方千米，皆為陸地。根據2020年美國人口普查的數據，當地共有人口5689人，而人口密度為每平方千米69.29人。